# Sternotomis thomsonii
Sternotomis thomsonii är en skalbaggsart som beskrevs av Jean Baptiste Lucien Buquet 1855. Sternotomis thomsonii ingår i släktet Sternotomis och familjen långhorningar. Inga underarter finns listade i Catalogue of Life.